# Кобиля-Лонка (Мазовецьке воєводство)
Кобиля-Лонка (пол. Kobyla Łąka) — село в Польщі, у гміні Бежунь Журомінського повіту Мазовецького воєводства.
Населення — 158 осіб (2011).
У 1975-1998 роках село належало до Цехановського воєводства.

## Демографія
Демографічна структура станом на 31 березня 2011 року:
|          | Загалом | Допрацездатний вік | Працездатний вік | Постпрацездатний вік |
| -------- | ------- | ------------------ | ---------------- | -------------------- |
| Чоловіки | 87      | 21                 | 60               | 6                    |
| Жінки    | 71      | 11                 | 41               | 19                   |
| Разом    | 158     | 32                 | 101              | 25                   |